# Robert Tranberg
Robert Tranberg, född 21 juli 1969, är en svensk fotbollsspelare (målvakt).
Tranberg spelade i Västra Frölunda IF 1975-1999. Han gjorde under 90-talet 67 allsvenska matcher för Västra Frölunda.
Allsvenska debuten med Västra Frölunda IF spelade Robert Tranberg 1989-06-11 mot Malmö FF. Den sista seriematchen med BK Skottfint spelades 25 år senare 2014-08-30 mot just Västra Frölunda IF i Division 3.
Tranberg låg bakom flera fotbollssajter, däribland för de allsvenska klubbarna Västra Frölunda IF, GAIS och Kopparbergs/Göteborg FC. 

## Klubbar som spelare
- BK Skottfint (2000-2014)
- Västra Frölunda IF (1976-1999)